# Guy Ngosso
Guy Adolphe Ngosso Massouma (Douala, 11 gennaio 1985) è un allenatore di calcio ed ex calciatore camerunese, di ruolo centrocampista, vice-allenatore dell'Amiens 2.

## Caratteristiche tecniche
È un mediano.

## Carriera

### Club
Ha esordito in Ligue 1 con l'Angers il 22 agosto 2015 in un match vinto 2-0 contro il Gazélec Ajaccio.

## Statistiche

### Presenze e reti nei club
Statistiche aggiornate al 16 gennaio 2018.
| Stagione                | Squadra                 | Campionato              | Campionato | Campionato | Coppe nazionali | Coppe nazionali | Coppe nazionali | Coppe continentali | Coppe continentali | Coppe continentali | Altre coppe | Altre coppe | Altre coppe | Totale | Totale | Totale |
| Stagione                | Squadra                 | Comp                    | Pres       | Reti       | Comp            | Pres            | Reti            | Comp               | Pres               | Reti               | Comp        | Pres        | Reti        | Pres   | Reti   |        |
| ----------------------- | ----------------------- | ----------------------- | ---------- | ---------- | --------------- | --------------- | --------------- | ------------------ | ------------------ | ------------------ | ----------- | ----------- | ----------- | ------ | ------ | ------ |
| 2004-2005               | Sedan                   | L2                      | 4          | 0          | CF+CdL          | 1+0             | 0               |                    | -                  | -                  |             | -           | -           | 5      | 0      |        |
| 2005-2006               | Sedan                   | L2                      | 0          | 0          | CF+CdL          | 1+0             | 0               |                    | -                  | -                  |             | -           | -           | 1      | 0      |        |
| Totale Sedan            | Totale Sedan            | Totale Sedan            | 4          | 0          |                 | 2               | 0               |                    | -                  | -                  |             | -           | -           | 6      | 0      |        |
| 2006-2007               | Louhans-Cuiseaux        | NAT                     | 27         | 1          | CF              | 4               | 0               |                    | -                  | -                  |             | -           | -           | 31     | 1      |        |
| 2007-2008               | Louhans-Cuiseaux        | NAT                     | 28         | 0          | CF              | 1               | 0               |                    | -                  | -                  |             | -           | -           | 29     | 0      |        |
| Totale Louhans-Cuiseaux | Totale Louhans-Cuiseaux | Totale Louhans-Cuiseaux | 55         | 1          |                 | 5               | 0               |                    | -                  | -                  |             | -           | -           | 60     | 1      |        |
| 2008-2009               | Rouen                   | CFA                     | 27         | 3          | CF              | 0               | 0               |                    | -                  | -                  |             | -           | -           | 27     | 3      |        |
| 2009-2010               | Rouen                   | NAT                     | 28         | 1          | CF              | 1               | 0               |                    | -                  | -                  |             | -           | -           | 29     | 1      |        |
| 2010-2011               | Rouen                   | NAT                     | 31         | 3          | CF              | 4               | 0               |                    | -                  | -                  |             | -           | -           | 35     | 3      |        |
| 2011-2012               | Rouen                   | NAT                     | 19         | 3          | CF              | 2               | 0               |                    | -                  | -                  |             | -           | -           | 21     | 3      |        |
| Totale Rouen            | Totale Rouen            | Totale Rouen            | 105        | 10         |                 | 7               | 0               |                    | -                  | -                  |             | -           | -           | 112    | 10     |        |
| 2012-2013               | Carquefou               | NAT                     | 32         | 0          | CF              | 0               | 0               |                    | -                  | -                  |             | -           | -           | 32     | 0      |        |
| 2013-2014               | Luzenac                 | NAT                     | 27         | 1          | CF              | 0               | 0               |                    | -                  | -                  |             | -           | -           | 27     | 1      |        |
| 2014-2015               | Angers                  | L2                      | 11         | 1          | CF+CdL          | 1+1             | 0               |                    | -                  | -                  |             | -           | -           | 13     | 1      |        |
| 2015-2016               | Angers                  | L1                      | 3          | 0          | CF+CdL          | 1+1             | 0               |                    | -                  | -                  |             | -           | -           | 5      | 0      |        |
| Totale Angers           | Totale Angers           | Totale Angers           | 14         | 1          |                 | 4               | 0               |                    | -                  | -                  |             | -           | -           | 18     | 1      |        |
| 2016-2017               | Amiens                  | L2                      | 10         | 0          | CF+CdL          | 0+1             | 0               |                    | -                  | -                  |             | -           | -           | 11     | 0      |        |
| 2017-2018               | Amiens                  | L1                      | 11         | 1          | CF+CdL          | 0+1             | 0               |                    | -                  | -                  |             | -           | -           | 12     | 1      |        |
| Totale Carriera         | Totale Carriera         | Totale Carriera         | 258        | 14         |                 | 20              | 0               |                    | -                  | -                  |             | -           | -           | 278    | 14     |        |